# Istoria Ceceniei

## Istoria timpurie
Cecenia este o regiune în nordul Caucazului în care populația locală a luptat neîntrerupt împotriva dominației străine, începând cu Imperiul Otoman în secolul al XV-lea. Până în cele din urmă, cecenii s-au convertit la islam și tensiunile lor cu turcii au început să scadă, dar s-au acutizat cele cu vecinii lor creștini: georgienii și cazacii, dar și cu calmîcii budiști.  Armata cazacilor de pe râul Terek  a fost așezată în ținuturile de câmpie ale Ceceniei în 1557. Rezistență activă împotriva dominației rusești a început în timpul secolului al XVIII-lea (1785 – 1791) ca rezultat al expansiunii Imperiului Țarist în teritoriile dominate până în acel moment de Persia (vezi și Războiul ruso-persan, 1804 – 1813), sub conducerea lui Mansur Ushurma, un șeic cecen naqshbandi (șeic sufi), care s-a bucurat de sprijinul schimbător ale diferitelor triburi nord-caucaziene. Nu era un lucru neobișnuit pentru hanii tribali să schimbe taberele în timpul unui conflict, chiar de mai multe ori într-un an. Mansur a sperat să pună bazele unui stat islamic transcaucazian, având ca lege de bază șaria. El a eșuat în încercarea sa, atât datorită rezistenței Rusiei, cât și datorită opoziției multor ceceni, (anume a acelora care nu se convertiseră până la acea dată la islam). Idealurile sale au fost reînviate de avarul Imam Șamil, care a luptat împotriva rușilor din 1834 până în 1859.

## Dominația sovietică
Rebeliunile cecene au reizbucnit de fiecare dată când statul rus a trecut prin perioade de instabilitate internă. Răscoalele au apărut în timpul războiului ruso-turc din 1877-1878, a revoluției din 1917, a războiului civil și a colectivizării agriculturii. În timpul guvernării sovietice, la sfârșitul deceniului al patrulea, Cecenia a fost unită cu Ingușetia pentru a forma republica autonomă Ceceno-Ingușetia. Cecenii s-au mai ridicat la luptă împotriva sovietelor în  perioada celui de-al doilea război mondial, ceea ce a dus la deportarea în masă a populației băștinașe în  RSS Kazahă (actualul Kazahstan) și în Siberia. Stalin și colaboratorii lui au argumentat că era strict necesar să deporteze cecenii pentru a-i împiedica să acorde ajutor germanilor în timpul războiului. Deși frontul german nu a ajuns niciodată în preajma granițelor cecene, o mișcare locală de gherilă foarte activă amenința spatele frontului sovietic din Caucaz. Scriitorul sovietic Valentin Pikul pretinde în povestirea istorică Barbarossa că, în timpul pregătirii pentru asediu al orașului Groznîi din anul 1942, toate bombardierele staționate pe frontul caucazian au trebuit să fie folosite în lupta cu insurecția cecenă, în loc să sprijine apărarea Stalingradului. De asemenea, au existat parașutări ale germanilor în Cecenia ca și comunicări radio germano-cecene interceptate de sovietici. Cecenilor li s-a permis să se întoarcă pe pământurile strămoșești abia după 1956, în timpul destalinizării promovată de Nikita Hrușciov. 
Politica de rusificare a Ceceniei a continuat și după 1956, cunoașterea limbii ruse fiind obligatorie pentru a avansa profesional sau în sistemul politic sovietic. Mulți etnici ceceni au reușit să acceadă la funcții guvernamentale și militare de frunte în URSS, (printre aceștia numărându-se Ruslan Hasbulatov (președinte al Sovietului Suprem), generalul Djohar Dudaev, Doku Zavgaev (președinte al RSSA Ceceno-Ingușă) și Aslambek Aslahanov (legiuitor sovietic/rus). Cecenii au rămas pașnici și relativ loiali statului sovietic până la introducerea Glasnostului de către Mihail Gorbaciov.
Odată cu iminenta dispariție a Uniunii Sovietice, a apărut o mișcare pentru independență, cunoscută la început cu numele de Congresul Național Cecen, formată în 1990. Federația Rusă, sub conducerea lui Boris Elțîn, s-a opus independentiștilor ceceni, având ca argumente următoarele fapte:
- (1) Cecenia nu a fost o entitate independentă în cadrul Uniunii Sovietice, așa cum au fost Statele baltice, cele din Asia Centrală și alte state caucaziene, ci a fost parte a RSFS Rusă și de aceea nu avea dreptul, conform constituției sovietice, să aspire la secesiune.
- (2) Alte grupuri etnice din Rusia, precum tătarii, s-ar  alătura cecenilor și și-ar proclama independența, dacă ar fi garantat dreptul la secesiune în cadrul Federației Ruse.
- (3) Cecenia era un punct de ramificație foarte important în infrastructura petrolieră a Federației Ruse, independența regiunii putând aduce daune uriașe economiei rusești și controlului resurselor de țiței din zonă.

## Primul război cecen
Articol principal: Primul război cecen

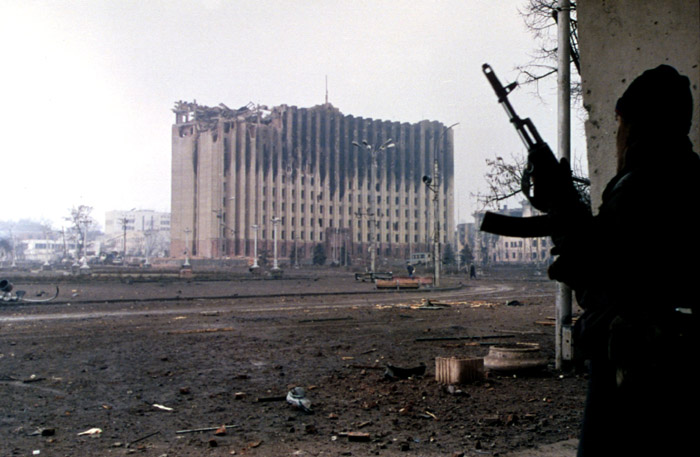
Un rebel cecen lângă Palatului Prezidenţial din Groznîi, ianuarie 1995. Fotografie de Mihail Evstafiev

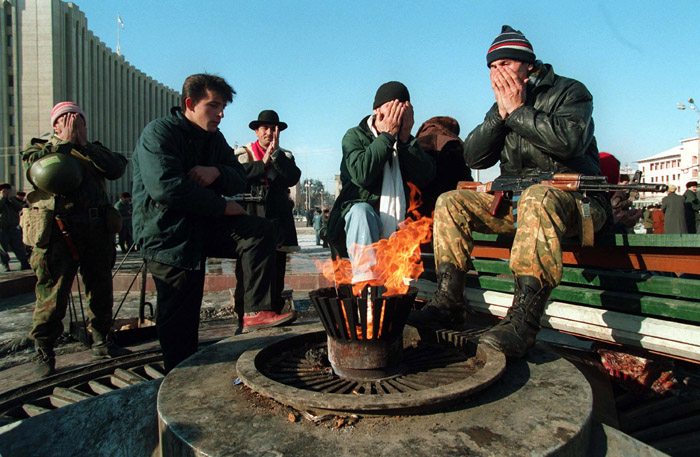
Rugăciune a cecenilor cu câteva zile mai înaintea intrării trupelor ruseşti în capitală. Fotografie de Mihail Evstafiev

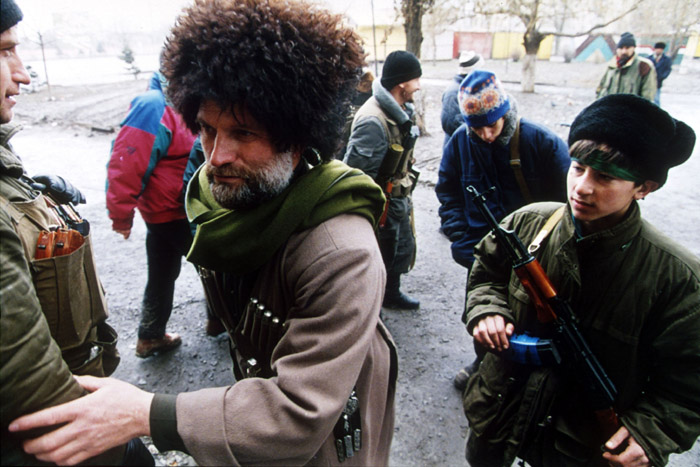
Rebeli ceceni în centrul oraşului Groznîi, 1995. Fotografie de Mihail Evstafiev

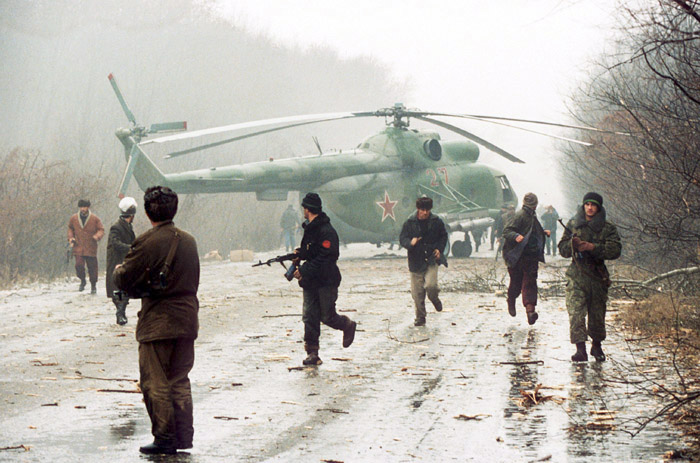
Primele pierderi de război: un elicopter rusesc doborât de luptătorii ceceni lângă capitală, decembrie 1994. Fotografie de Mihail Evstafiev

Pe 6 septembrie 1991, demonstranții Congresului Național al Poporului Cecen, au luat cu asalt Parlamentul RASS Ceceno-Ingușe. Altercațiile violente între forțele de ordine loiale vechiului regim sovietic și demonstranți au dus la moartea câtorva persoane, inclusiv a secretarului Partidului Comunist al RASS Ceceno-Ingușe, Vitali Kuțenko, iar alte câteva, inclusive  câțiva parlamentari, au fost rănite. Acest eveniment a dizolvat în mod practic guvernul RSSA Ceceno-Ingușă, deși parlamentul și-a continuat în zilele și lunile viitoare lucrarile, procedând la separarea Ceceniei si Ingușetiei, si la declararea independenței primeia. 
Cabinetul lui Dudaev avea printre membrii săi pe mulți membri ai organizației sale tribale, mulți dintre ei fiind, conform afirmațiilor rusești, implicați în activități criminale, câțiva dintre ei având și condamnări pentru încălcări grave ale legii. Datorită incapacității menținerii controlului asupra țării, Cecenia s-a prăbușit în haos și corupție generalizată. Din 1991 până în 1994, 300.000 de persoane ne-cecene, în special ruși, au părăsit republica, iar un număr greu de precizat, (estimările rusești apreciază că ar fi vorba de 50.000 de persoane), au fost uciși sau au dispărut. În conformitate cu afirmațiile autorităților federale, în această perioadă a reapărut în zonă comerțul cu sclavi, (primul caz cunoscut ar fi fost cel al lui  Vladimir Epișin, răpit în 1989 și eliberat în 2002, care a pretins că are cunoștință sau a cunoscut alți sclavi răpiți de ceceni la mijlocul deceniului al nouălea ). Sursele cecene afirmă că ne-cecenii sunt victime ale infractorilor de drept comun și care au nimic în comun cu mișcarea  de independență. Mărturiile refugiaților ceceni din această perioadă contrazic această concluzie. . Lucru cert este că discursul xenofob al lui Dudaev și al colaboratorilor săi a jucat un anumit rol evenimentele acelor ani. În 1994, Președintele Rusiei Boris Elțîn a ordonat armatei să-și mobilizeze forțele (40.000 de militari) și să recucerească Cecenia. (Vezi Primul război cecen), după toate probabilitățile, în urma sfaturilor consilierilor săi, care l-au asigurat ca va fi un război de scurtă durată, victorios și foarte popular. Se pare că se dorea o victorie care să fie folosită în lupta electorală pentru cucerirea unui nou mandat de președinte, în condițiile în care contracandidații săi era din rândurile Partidului Comunist sau a naționaliștilor, candidați de care Elțîn era despărțit de foarte puțin în sondajele de opinie. 
Armata rusă a intrat în Cecenia pe 10 decembrie 1994, după numai câteva săptămâni de preparative și fără o planificare sau muncă informativă corespunzătoare, având misiunea oficială de a restaura ordinea constituțională. Neprăgătiți și fără să se aștepte la o rezistență semnificativă, forțele rusești au suferit pierderi umilitoare după ce au intrat în Groznîi, unde armata cecenă și voluntarii fortificaseră orașul în așteptarea invaziei. Trupele rusești nu au reușit punerea sub control a orașului până la sfârșitul anului, reușind acest lucru doar în februarie 1995, după lupte grele și cu pierderi mari. După câteva luni, cei mai mulți luptători ceceni au fost respinși și alungați în munți. Ca răspuns, luptătorii ceceni au lansat o serie de atacuri teroriste pe pământ rusesc. Cel mai ucigător dintre aceste atacuri, condus de comandantul militar și mai apoi de prim-ministrul cecen  Șamil Basaev, a fost Criza ostaticilor de la spitalul din Budionnovsk din iunie 1995. Unitatea militară condusă de Șamil Basaev a preluat controlul, pentru mai multe zile, asupra spitalului și a celor 1.600 de oameni aflați în el la acea oră. În timpul luptelor, 129 de oameni au fost uciși și 415 răniți. Deși nu a reușit să obțină ce a dorit, anume încetarea războiului din Cecenia, Basaev și oamenii lui au reușit să se retragă înapoi în bazele lor sub acoperirea ostaticilor. Basaev a fost propulsat peste noapte de media rusească în rolul celui mai faimos erou național cecen. Încercând să rivalizeze cu Basaev și cu "succesul" lui, ginerele lui Dudaev, Salman Raduev, a condus un raid similar împotriva spitalului din Kizlar în ianuarie 1996. 76 de ostatici și milițieni și cei mai mulți dintre cei 300 de luptători ai lui Raduev au murit în acea criză a ostaticilor. 
Guvernul rus, temându-se de prezentările negative din presa rusă și dorind o încheiere rapidă a luptelor, a oprit înaintarea trupelor rusești și a început o lungă serie de tratative sterile cu separatiștii. Cea mai mare parte a trupelor rusești a fost retrasă, un contingent de numai 3.000 de militari rămânând să țină sub control orașul Groznîi. Eroarea de apreciere a planificatorilor ruși a ieșit imediat la iveală, militarii rămași în capitală devenind ținte ale atacurilor mici dar neîncetate de gherilă, în ciuda numeroaselor acorduri de încetarea focului semnate în timpul negocierilor. În timpul unei întreruperi în procesul de negociere, Dudaev a fost ucis într-un atac aerian. Serviciile de contraspionaj rusești au fost prinse pe picior greșit în august 1996, când mii de rebeli ceceni conduși de Șamil Basaev, organizați în miliții populare,  au atacat orașul Groznîi, găsindu-i total nepregățiți pe soldații guvernamentali. Având 3.000 de oameni asediați în Groznîi, fără să aibă timp la dispoziție pentru a-i salva, Elțîn a fost forțat să negocieze în condițiile impuse de ceceni. În mod oficial, primul război cecen s-a încheiat prin semnarea acordurilor de la Hasaviurt din 31 august 1996. Acordurile stabileau că statutul național al Ceceniei urma să fie decis până la sfârșitul anului 2001, dar acordau  Republicii Icikeria independența de-facto până în acel moment. Totuși, ostilitățile nu au încetat odată cu aceste acorduri. Un comandant cecen și-a asumat responsabilitatea  pentru explozia unui autobuz în Moscova, la câteva luni după semnarea tratatelor, iar la frontiera dintre  Cecenia și Stavropol Krai s-au semnalat lupte neîntrerupte între milițieni și grăniceri pe de-o parte și gherilele cecene. Se apreciază că între 80.000 și 100.000 de ruși și ceceni au murit în urma acestui război. Conform statisticilor oficiale, majoritatea victimelor au fost civil etnici ruși..

## Al doilea război cecen
Articol principal: Al Doilea Război Cecen
În ciuda acordurilor de pace, activitățile militare au continuat.
Incursiunea forțelor cecene în Daghestan a dus la plasarea trupelor rusești de-a lungul frontierei republicii. În septembrie 1999, aruncarea în aer a unor locuințe rusești a determinat în final armata rusescă să reintre în Cecenia. Bombe pe bază de hexogen au fost plasate în blocuri din Buinaksk în Daghestan, Moscova și Volgodonsk în Rusia de sud. Guvernul rus a dat vina imediat pe teroriștii ceceni, dar nu a reușit să aducă nici o dovadă serioasă care să probeze afirmațiile făcute. S-a pretins în anumite medii că mai degrabă agenți ai FSB-ului, nu teroriștii ceceni, ar fi în spatele acestor atacuri. Până la urmă, invazia din Daghestan, combinate cu șocul provocat de aceste acte teroriste, au fost justificări suficiente în ochii opiniei publice pentru o acțiune rusească. 
În prezent, separatiștii luptă în continuare pentru independența Ceceniei și au pus la cale mai multe atacuri teroriste chiar în Rusia, făcându-l pe Vladimir Putin să asocieze, după atacurile de la 11 septembrie 2001, conflictul cecen cu războiul împotriva terorismului. Arhivat în 19 octombrie 2006, la Wayback Machine. . Aceste atacuri au luat forma unor atacuri sinucigașe, atacuri asupra stațiilor de metrou sau luarea de ostatici. Cele mai cunoscute au fost luarea de ostatici de la teatru din 23 octombrie 2003 și luarea de ostatici de la școala din Beslan. După un deceniu de război, Cecenia este în cea mai mare parte sub controlul guvernului central din Moscova și a forțelor sale militare. Pe 13 octombrie 2005, clădiri din orașul Nalcik, considerate ca aparținând forțelor de securitate rusești, au fost atacate de un grup mare de bărbați înarmați.  Atacatorii au fost bănuiți ca fiind separatiști din Cecenia învecinată. 
Luptele dintre ruși și ceceni au continuat, deși mai mult sub forma atacurilor teroriste, rezistența separatiștilor în Republica Cecenia fiind aproape desființată. Aproximativ 100.000 de ceceni și ruși au fost uciși în Cecenia ca urmare a celui de-al doilea război cecen. Rușii și trupele cecene pro-ruse au fost acuzate de încălcarea drepturilor omului de către organizația americană Human Rights Watch dar și de grupul rusesc Memorial. Încercările de a forma un guvern pro-rus nu au fost un succes, așa cum demonstrează asasinarea lui Ahmad Kadîrov din mai 2004.
Grupurile separatiste cecene au devenit din ce în ce mai radicalizate și fragmentate, Șamil Basaev și sprijinitorii lui adoptând o poziție islamist-fundamentalistă cerând ajutorul organizațiilor arabe islamiste precum Al-Qaeda. O poziție diferită a avut Aslan Mashadov, lider cecen ucis de ruși în martie 2005, care a căutat o soluție negociată a conflictului..